# Carlos Alberto Brenes Jarquín
Carlos Alberto Brenes Jarquín (Masaya, 2 de diciembre de 1884 - Managua, 2 de enero de 1942) fue el presidente de Nicaragua del 9 de junio de 1936 al 1 de enero de 1937. 
Fue miembro del Partido Liberal Nacionalista (PLN) y fue instalado como presidente de la república por el Jefe Director de la Guardia Nacional (GN) general Anastasio Somoza García tras un golpe de Estado el 9 de junio de 1936 y le entregó el poder el 1 de enero de 1937. 
Luego del golpe de Estado y para guardar las apariencias legales, la Asamblea Legislativa lo eligió Presidente de la República para terminar el período constitucional de Julián Irías Sandres, hasta enero de 1937.
Su predecesor fue Julián Irías, y su sucesor Anastasio Somoza García.

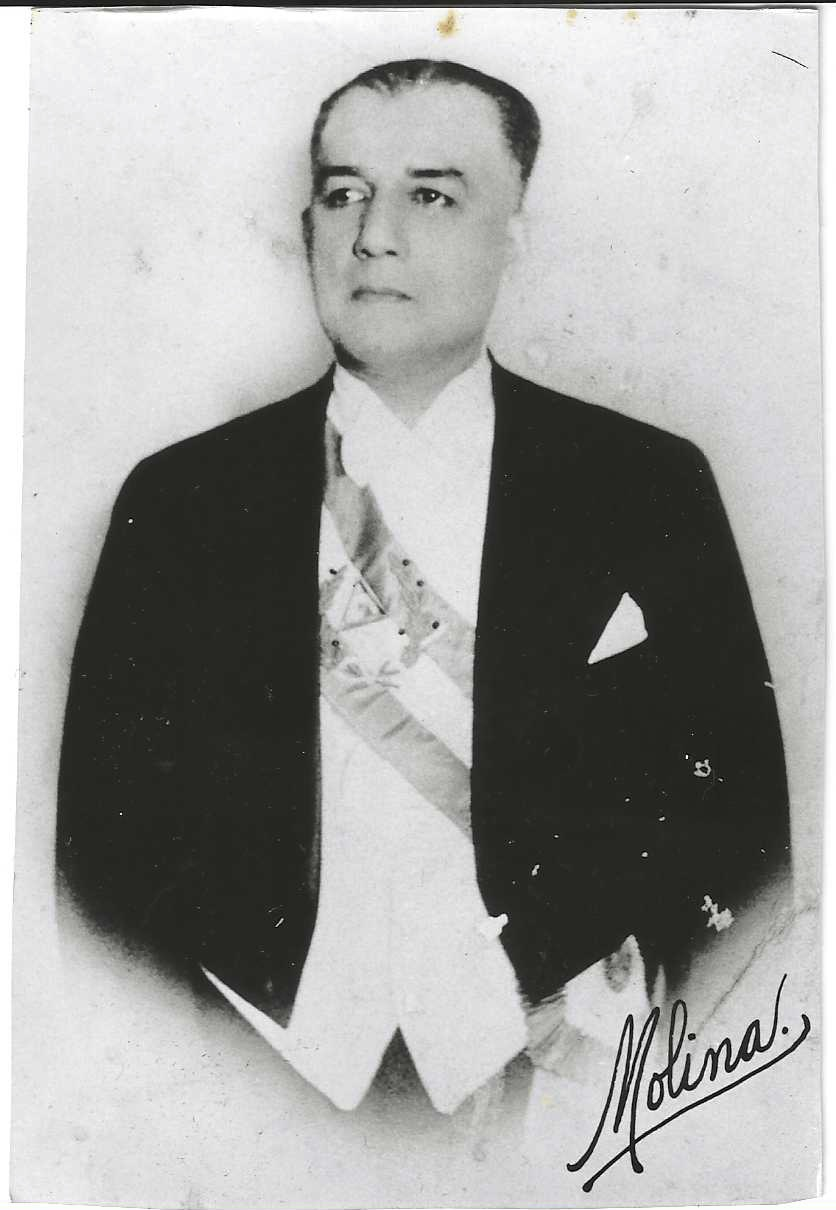